# Congo (roman)
Pour les articles homonymes, voir Congo.
Congo (titre original : Congo) est un roman d'aventures de Michael Crichton publié en 1980.
Le roman a été adapté au cinéma en 1995 par Frank Marshall.

## Résumé
En Afrique de l'Est, des chercheurs travaillant pour la société de satellites TraviCom sont attaqués par de mystérieuses créatures après avoir découvert des diamants dans un endroit sacré appelé kanyamagufa (« le lieu où se trouvent les os »). Le dirigeant de la compagnie envoie alors son meilleur élément, Karen Ross, pour récupérer les pierres et élucider le drame. 
Au même moment, le professeur Peter Elliot mène des recherches sur Amy, une femelle gorille qui communique par la langue des signes américains (Ameslan). Elliot décide de ramener sa protégée dans sa région d’origine, au cœur des Monts Virunga. Karen Ross se joint à lui, ainsi que le Capitaine Charles Munro, un célèbre guide à la tête d'une équipe de mercenaires. Mais un consortium européen et des corporations japonaises tentent également de retrouver la piste des explorateurs disparus. S'engage alors une course-poursuite haletante qui mènera l'expédition de Ross en pleine guerre civile, à la recherche de la cité perdue de Salomon...

## Adaptation
Une adaptation du roman a été envisagée par Steven Spielberg et Brian De Palma (le premier devant produire le film que l'autre dirigerait) mais l'idée a été abandonnée car, selon De Palma « les choses ont trainé en longueur et [ils sont] passés à autre chose. »
Le livre a finalement été adapté en 1995 par Frank Marshall avec Laura Linney, Dylan Walsh, Ernie Hudson et Tim Curry sous le titre Congo.
Parmi les différences notables entre le roman et le film :
- Dans le film, Karen Ross ne va pas au Congo dans le but de récupérer les diamants, mais pour sauver son fiancé Charles Travis, le fils de son propre patron.
- Le personnage de Herkermer Homolka, philanthrope roumain excentrique, n'est pas dans le roman. De même que Richard, l'associé du professeur Elliot.
- Charles Munro, un européen de sang écossais dans le roman, devient dans le film Monro Kelly, un terroriste auquel l'acteur afro-américain Ernie Hudson prête ses traits.
- Dans le film, Amy ne communique plus seulement par Ameslan, mais par un ordinateur vocal lui permettant de « dialoguer » directement avec les humains.
- La course aux diamants entre les américains et les japonais a complètement disparu dans l'intrigue du film, de même que l'obsession de Ross pour le calcul d'itinéraire et l'attaque de tribus cannibales dans le roman.
- La fin du film ne voit pas l'ensevelissement de la cité perdue à cause de la cupidité de Karen Ross qui place des charges explosives, mais de l'éruption naturelle du volcan surplombant la cité.

Le film a été adapté sous la forme de plusieurs jeux vidéo :
- Congo The Movie: Descent into Zinj sur PC et Mac.
- Congo The Movie: The Lost City of Zinj sur Saturn.

Un jeu été prévu sur Super Nintendo et Mega Drive mais a été annulé.